# Live in Paris: Zenith '88
Live in Paris: Zenith '88 è un doppio album live di Burning Spear, pubblicato dalla Slash Records nel 1988. Il disco fu registrato (in digitale) dal vivo il 21 maggio 1988 allo Le Zénith de Paris, Parigi (Francia) con lo studio mobile Le Voyageur di Parigi e mixato al Marcus Studio Recording di Londra (Inghilterra).

## Tracce
Testi e musiche di Winston Rodney
Lato A
1. Spear Burning – 6:08
2. We Are Going – 5:28
3. The Youth – 5:29

Lato B
1. New Experience – 5:08
2. African Postman – 5:17
3. Happy Day – 7:01
4. Woman I Love You – 4:50

Lato C
1. Queen of the Mountain – 4:54
2. Creation Rebel – 5:29
3. Mistress Music – 4:25
4. Built This City – 5:23

Lato D
1. The Wilderness – 6:47
2. Driver – 6:41
3. Door Peep – 8:38

Edizione doppio CD del 2004, pubblicato dalla Burning Music Records
CD1
1. Spear Burning – 6:10 (Winston Rodney)
2. We Are Going – 5:29 (Winston Rodney)
3. The Youth – 5:31 (Winston Rodney)
4. New Experience – 5:15 (Winston Rodney)
5. African Postman – 5:16 (Winston Rodney)
6. Happy Day – 7:01 (Winston Rodney)
7. Woman I Love You – 4:40 (Winston Rodney)
8. Traveling – 8:19 (Winston Rodney)

CD 2
1. Queen of the Mountain – 4:55 (Winston Rodney)
2. Creation Rebel – 5:40 (Winston Rodney)
3. Mistress Music – 4:25 (Winston Rodney)
4. Built This City – 5:23 (Winston Rodney)
5. The Wilderness – 6:51 (Winston Rodney)
6. Driver – 6:41 (Winston Rodney)
7. Door Peep – 9:08 (Winston Rodney)
8. Old Marcus Garvey – 5:57 (Winston Rodney)
9. Swell Headed – 5:00 (Winston Rodney)

## Musicisti
- Winston Rodney - voce, percussioni
- Lenford Richards - chitarra solista
- Anthony Bradshaw - chitarra
- Richard Anthony Johnson - tastiere, sintetizzatore
- Pamela Flemming - tromba
- Linda Richards - trombone
- Jennifer Hill - sassofono
- Devon Bradshaw - basso
- Nelson Miller - batteria
- Alvin Haughton - percussioni